# Diócesis de Chester (antigua)
La diócesis de Chester (en latín: Dioecesis Cestrensis y en inglés: Diocese of Chester) fue una circunscripción eclesiástica de la Iglesia católica en el Reino Unido. Se trataba de una diócesis latina, sufragánea de la arquidiócesis de York. Por el Acta de Supremacía del Parlamento de Inglaterra del 8 de mayo de 1559 fue convertida en la diócesis de Chester de la Iglesia de Inglaterra.

## Territorio y organización

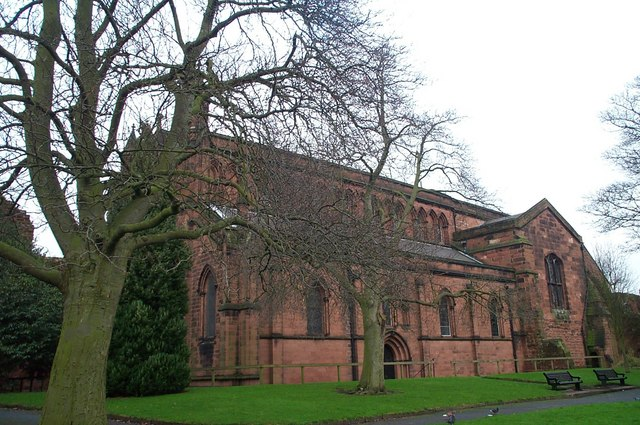
Excatedral de San Juan Bautista, en Chester

La diócesis extendía su jurisdicción sobre los fieles católicos de rito latino residentes en parte de Inglaterra, abarcando los condados de Cheshire, Lancashire, partes de Westmorland, Cumberland y Yorkshire, y algunas parroquias en Denbighshire y Flintshire.

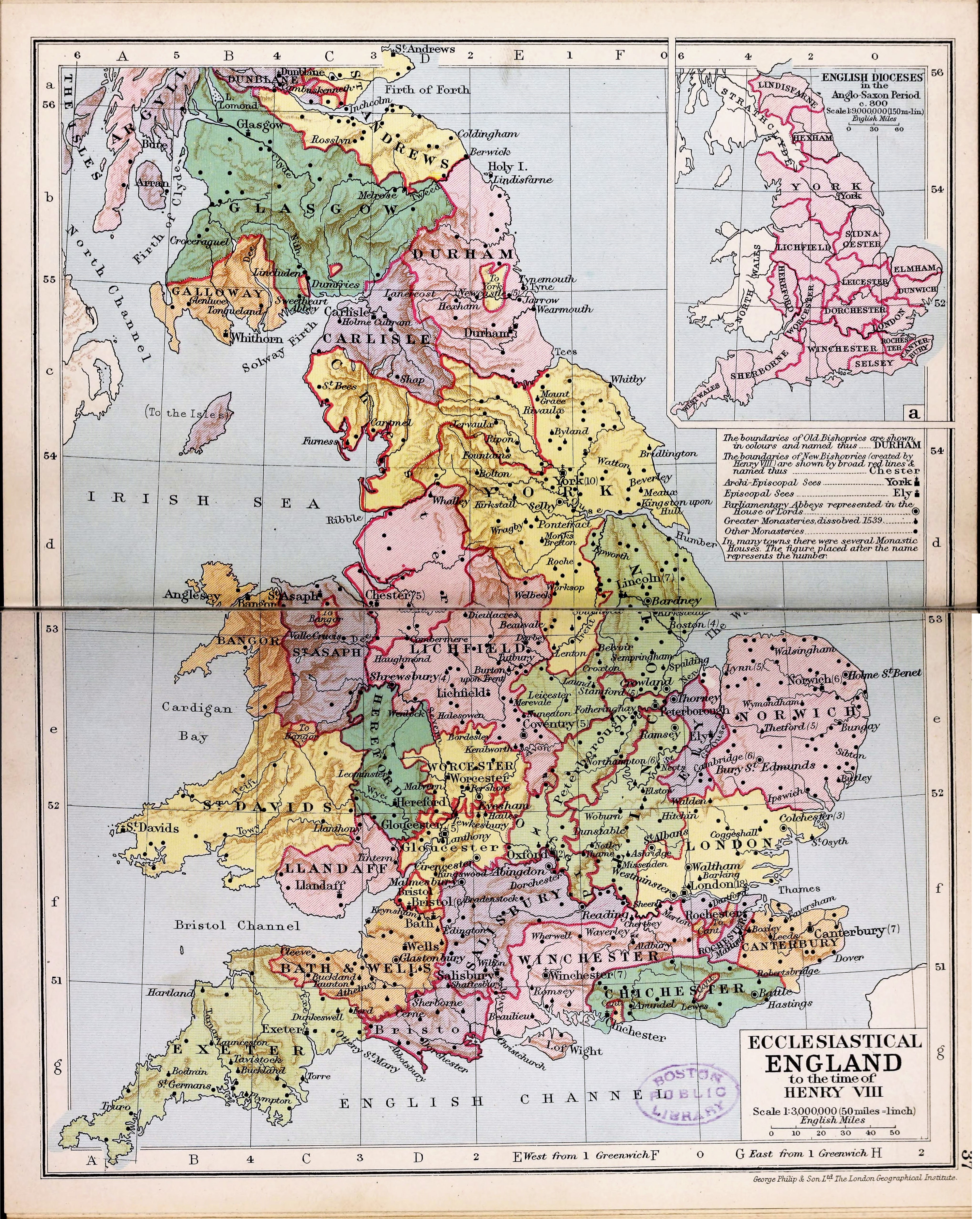
Mapa de las diócesis al comienzo de la Reforma anglicana

La sede de la diócesis se encontraba en la ciudad de Chester, en donde en la abadía de Santa Werburga se halla la Catedral de Cristo y la Virgen María, que desde la Reforma anglicana pertenece a la Iglesia de Inglaterra. La catedral abacial tenía un deán y seis prebendados en su capítulo.
La diócesis se dividía en dos arcedianatos: Chester (Cheshire y Lancashire) y Richmond. Estos a su vez agrupaban 20 decanatos: Amounderness, Bangor, Blackburn, Boroughbridge, Catterick, Chester, Copeland, Frodsham, Furness, Kendal, Leyland, Lonsdale, Macclesfield, Malpas, Manchester, Middlewich, Nantwich, Richmond, Warrington y Wirral, que fueron establecidos en 1224 y permanecían en el momento de la supresión de la diócesis católica.

## Historia

### Antecedentes
El monje irlandés Diuma fue enviado al Reino de Mercia como obispo misionero y fundó la diócesis de Mercia con sede en Repton en 656. En 669 san Chad trasladó la sede episcopal a Lichfield. Entre aproximadamente 676 y 680 la vasta Lichfield del Reino de Mercia fue subdividida, dando lugar a cuatro nuevas sedes: Lindsey, Leicester (más tarde unidas para formar la diócesis de Lincoln), diócesis de Worcester y diócesis de Hereford. En 788 los reyes de Mercia intentaron elevar Lichfied, la principal sede episcopal de su reino, a sede metropolitana. Este intento, que se prolongó hasta 802/803, no tuvo posteriormente fundamento.

### Primera sede en Chester
A raíz de las decisiones del Sínodo de Londres de 1075, que establecían la obligación de trasladar las sedes episcopales a las ciudades más importantes con el abandono de los pequeños centros rurales, el obispo Peter trasladó la sede episcopal de Lichfield a Chester en 1072, erigiendo la colegiata de San Juan Bautista como catedral. Peter falleció circa 1085 y fue sucedido por Robert de Limesey en 1086, quien el 18 de abril de 1102 transfirió la sede a la abadía benedictina de Coventry, fundada hacia 1043, y al mismo tiempo obtuvo del papa Pascual II que el título abacial se uniera al episcopal y que el capítulo abacial se convirtiera en el nuevo cabildo catedralicio de la diócesis. Los obispos posteriores, aunque residían en Coventry, continuaron llamándose obispos de Chester durante todo el siglo XII hasta que comenzaron a llamarse obispos de Coventry y Lichfield.

### Diócesis de Chester
Luego de que el 23 de marzo de 1534 el papa Clemente VII excomulgara el rey Enrique VIII a causa de su divorcio de Catalina de Aragón, el 3 de noviembre de 1534 el Parlamento de Inglaterra aprobó el Acta de Supremacía de 1534
mediante la cual se declaraba que el rey era «only supreme head in earth of the Church of England, called Anglicana Ecclesia», acto formal mediante el cual la Iglesia católica de Inglaterra entraba en cisma con la Santa Sede, transformándose en una Iglesia nacional independiente. El 18 de diciembre de 1534 aprobó además la Ley de Traición que castigaba con la pena de muerte a quienes no aceptaran el Acta de Supremacía. El Parlamento de acuerdo con Enrique VIII emitió los Seis Artículos en agosto de 1539, por los que se mantuvo la liturgia católica-romana tradicional casi sin cambios en las doctrinas y prácticas de la nueva Iglesia nacional independiente de Inglaterra.
Durante el cisma anglicano el rey Enrique VIII erigió seis nuevas diócesis, una de las cuales fue la de Chester el 4 de agosto de 1541, a partir del arcedianato de Chester de la diócesis de Coventry y Lichfield, y del arcedianato de Richmond de la arquidiócesis de York. El proceso de fundación se simplificó gracias a que William Knight ostentaba ambos arcedianatos desde 1529, y a cambio de su cesión recibió la diócesis de Bath y Wells. La diócesis se formó originalmente como parte de la provincia de arquidiócesis de Canterbury, pero fue rápidamente transferida a la provincia de York por la Ley de Obispados de Chester y Man del Parlamento de Inglaterra, sancionada por el rey el 1 de abril de 1542. Enrique VIII nombró en 1542 como primer obispo de Chester a John Bird, quien había atraído su atención por su predicación a favor de la supremacía real sobre la Iglesia inglesa.
Tras la muerte de Enrique VIII el 28 de enero de 1547 lo sucedió su hijo Eduardo VI. Durante su reinado la Iglesia de Inglaterra llegó a ser teológicamente protestante, pero el obispo John Bird se mantuvo en el cargo.
Tras la muerte de Eduardo VI el 6 de julio de 1553 ascendió al trono la católica María I Tudor. Por ley del Parlamento del 12 de noviembre de 1554 se derogó el Acta de Supremacía y luego se abolió toda la legislación religiosa aprobada contra el papado a partir de 1529. El obispo John Bird fue privado de su obispado el 16 de marzo de 1554 por haberse casado, aunque inmediatamente repudió a su esposa. La diócesis de Chester fue reconocida por la Santa Sede y Georges Coates fue nombrado obispo y consagrado el 1 de abril de 1554, pero murió en diciembre de 1555. Cuthbert Scott, consagrado el 2 de julio de 1556, fue el último obispo de Chester en comunión con la Santa Sede.
El 17 de noviembre de 1558 falleció la reina María y fue sucedida por Isabel I, quien con otra Acta de Supremacía del 8 de mayo de 1559 restauró la independencia de la Iglesia anglicana y rompió definitivamente con la Santa Sede. Desde entonces la diócesis de Chester es parte de la Iglesia de Inglaterra. El obispo Cuthbert Scott fue uno de los obispos católicos elegidos para defender la doctrina católica en la conferencia de Westminster el 31 de marzo de 1559, e inmediatamente después fue depuesto y enviado a la Torre de Londres y renunció el 21 de junio de 1559. Liberado bajo fianza, logró escapar al continente y murió en Lovaina el 9 de octubre de 1564.
El 4 de mayo de 1561 fue consagrado como obispo anglicano de Chester William Downham, nombrado por Isabel I, iniciando la sucesión de obispos de la diócesis de Chester de la Iglesia de Inglaterra.

## Episcopologio
- John Bird, O. Carm. † (1542-16 de marzo de 1554 depuesto) (obispo cismático anglicano)

- George Coates † (1 de abril de 1554 consagrado-diciembre de 1555 falleció)
- Cuthbert Scott † (6 de julio de 1556-21 de junio de 1559 renunció)